# Новогрудская гимназия
Новогрудская гимназия — бывшее учебное заведение в Новогрудке.
Основана в 1858 году на базе 5-классного дворянского уездного училища, открытого в 1834 году. Содержалась за счёт доходов с поместий, принадлежавших ликвидированным католическим монастырям, частично — за счёт государственной казны. За учёбу гимназисты платили 10 рублей. От платы освобождались дети бедной шляхты при наличии соответственной справки (в 1860 году их было 15 человек). В 1860 году на базе Новогрудского одноклассного училища созданы подготовительные классы гимназии. При гимназии работали минералогический и физический кабинеты, библиотека (2,5 тыс. Томов). В 1860 году было 276 учащихся, в 1861 году — 322.
Первый директор — Чашницкий Феликс Фаддеевич, с 1859 года — М. А. Дмитриев, член Русского географического общества, исследователь истории Новогрудка, этнограф, фольклорист и педагог. Куратором был князь К. Радзивилл.
Деятельность гимназии в основном была направлена на формирование у учащихся русского государственного мировоззрения. Закрыта после восстания 1863-64 годов. Возобновила работу в 1866 году. В 1868 году вновь закрыта, на её базе создана 4-классная уездная школа.